# NGC 3936
NGC 3936 este o emission-line galaxy⁠(d) situată în constelația Hidra. A fost descoperită în 24 martie 1835 de către John Herschel. Se află la o distanță de 19,05 megaparseci de Pământ.